# Lysianassidae
Lysianassidae är en familj av kräftdjur. Lysianassidae ingår i ordningen märlkräftor, klassen storkräftor, fylumet leddjur och riket djur. Enligt Catalogue of Life omfattar familjen Lysianassidae 243 arter. 

## Dottertaxa till Lysianassidae, i alfabetisk ordning[1][2]
- Acheronia
- Acidostoma
- Acontiostoma
- Adeliella
- Alicella
- Allicella
- Allogaussia
- Amaryllis
- Ambasia
- Ambasiella
- Ambasiopsis
- Anonyx
- Aristiopsis
- Aruga
- Arugella
- Bathyamaryllis
- Bathyschraderia
- Boeckosimus
- Bruunosa
- Cedrosella
- Centromedon
- Cheirimedon
- Concarnes
- Crybelocephalus
- Cyclocaris
- Dissiminassa
- Eclecticus
- Eurythenes
- Gronella
- Hippomedon
- Hirondella
- Ichnopus
- Ischnopus
- Kakanui
- Kerguelenia
- Koroga
- Lepidecreella
- Lepidepecreella
- Lepidepecreoides
- Lepidepecreum
- Lysianassa
- Lysianella
- Lysianopsis
- Macronassa
- Menigrates
- Menigratopsis
- Mesocyphocaris
- Metacyclocaris
- Metacyphocaris
- Normanion
- Ocosingo
- Onisimus
- Orchomene
- Orchomenella
- Pachychelium
- Pachynus
- Paracentromedon
- Paracyphocaris
- Paralibrotus
- Paralicella
- Paratryphosites
- Parawaldeckia
- Paronesimus
- Perrierella
- Prachynella
- Psammonyx
- Pseudambasia
- Rimakoroga
- Scolopostoma
- Shoemakerella
- Socarnes
- Socarnoides
- Stomacontion
- Tectovalopsis
- Tmetonyx
- Trischizostoma
- Tryphosella
- Tryphosites
- Valettiopsis
- Wecomedon
- Ventiella